# Конвой № 2102
Конвой № 2102 — японський конвой часів Другої світової війни, проведення якого відбувалось у листопаді 1943 року.
Конвой сформували для проведення групи транспортних суден до Рабаула — головної передової бази в архіпелазі Бісмарка, з якої японці вже два роки провадили операції на Соломонових островах та сході Нової Гвінеї. Вихідним пунктом при цьому був атол Трук (Чуук) у східній частині Каролінських островів, який до лютого 1944 року виконував роль транспортного хабу і через який йшло постачання японських сил у кількох архіпелагах (ще до війни на Труку створили потужну базу ВМФ).
До складу конвою № 2102 увійшли транспорти «Нітії-Мару», «Хіє-Мару» (обидва у першій декаді листопада вже намагались досягти Рабаула у складі конвою «Тей № 4 Го», проте він був вимушений повернути назад) та ремонтне судно «Хаккай-Мару». Також можна зустріти згадку про участь у конвої транспорту «Канаямасан-Мару», проте за іншими даними він прибув до Рабаула ще у жовтні разом із конвоєм SO-806.
Ескорт забезпечували три ескадрені міноносці «Новакі», «Майкадзе» та «Ямагумо» (до того виконували аналогічну функцію при конвої «Тей № 4 Го»).
О 4:30 9 листопада 1943 року судна вийшли із Труку. 11 листопада за 750 км на південний захід від Труку та за чотири сотні кілометрів північніше від острова Новий Ганновер конвой перехопив підводний човен Drum. Він випустив по «Хіє-Мару» шість торпед, одна з яких вибухнула передчасно, а ще три розірвалися за кормою цього судна. Есмінець «Новаке» контратакував субмарину, проте так само безрезультатно.
Того ж дня, о 10:29, бомбардувальники B-24 Liberator атакували конвой та пошкодили «Хіє-Мару», при цьому 31 член команди та пасажир загинув, а 138 осіб зазнали поранень.
Утім, 12 листопада всі кораблі конвою прибули до Рабаула.